# Æon Flux (jeu vidéo)
Æon Flux est un jeu vidéo d'action-aventure développé par Terminal Reality et édité par Majesco, sorti en Amérique du Nord le 15 novembre 2005 et en France le 14 avril 2006 sur PlayStation 2 et Xbox. C'est l'adaptation du film de science-fiction américain Æon Flux, sorti en 2005.

## Distribution

### Voix originales
- Charlize Theron : Æon Flux

### Voix françaises
- Barbara Kelsch : Æon Flux

## Accueil
- Jeuxvideo.com : 8/20[1]